# Prunus fasciculata
Prunus fasciculata; conocida como almendro del desierto es un arbusto caduco o perenne nativo de los desiertos de Arizona, California, Nevada y Utah.  también se encuentran en Sudamérica, precisamente en las zonas desérticas de la Patagonia Argentina. Prefiere terrenos rocosos o arenosos en alturas de 2200 m s. n. m. Aunque en la provincia del Chubut (Argentina) sobre el nivel del mar es común encontrarlas.

## Descripción
Alcanza sobre los dos metros de altura, excepcionalmente pueden ser mayores, con gran ramificación y espinoso. Su corteza es de color gris y glabro. 

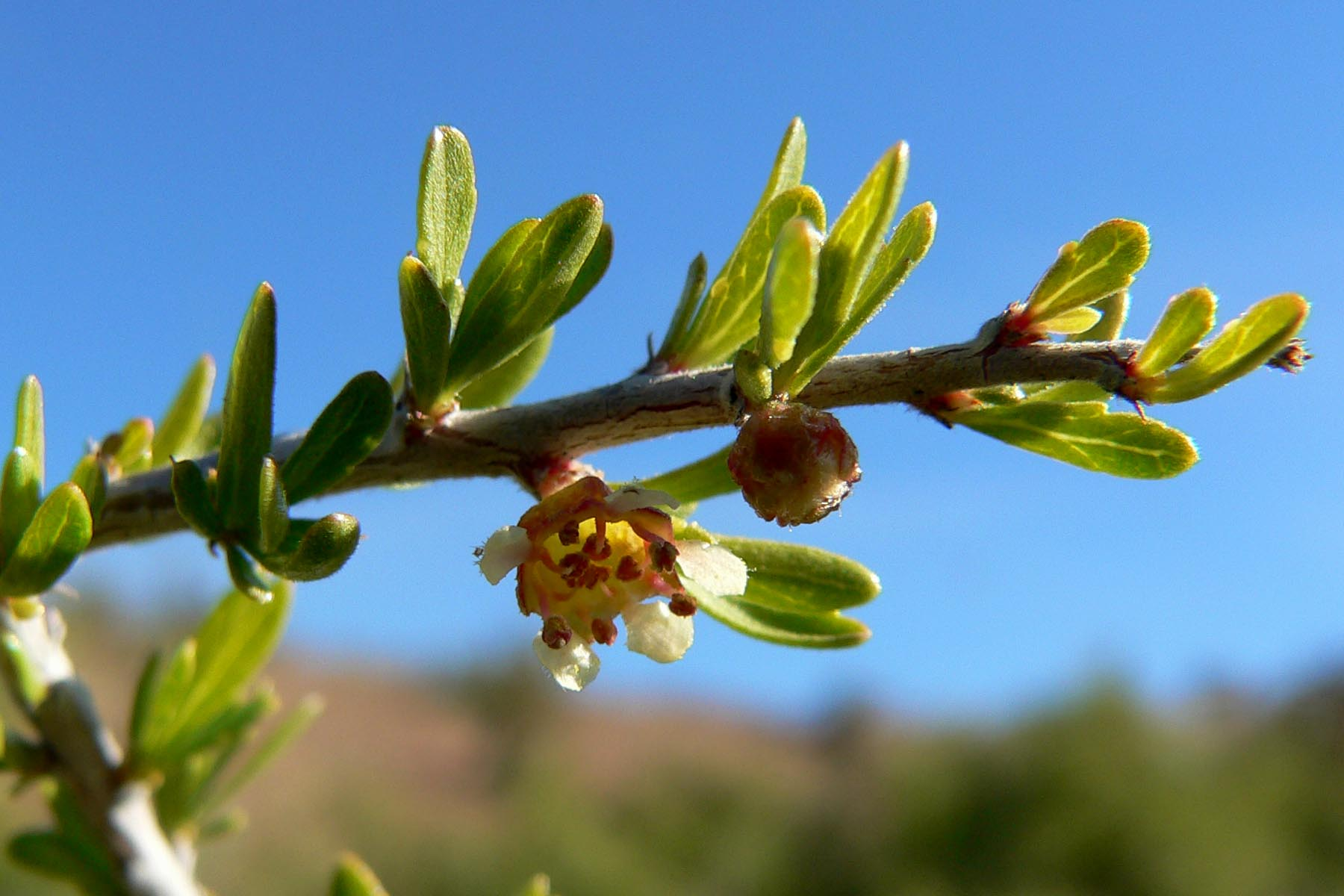
Flores.

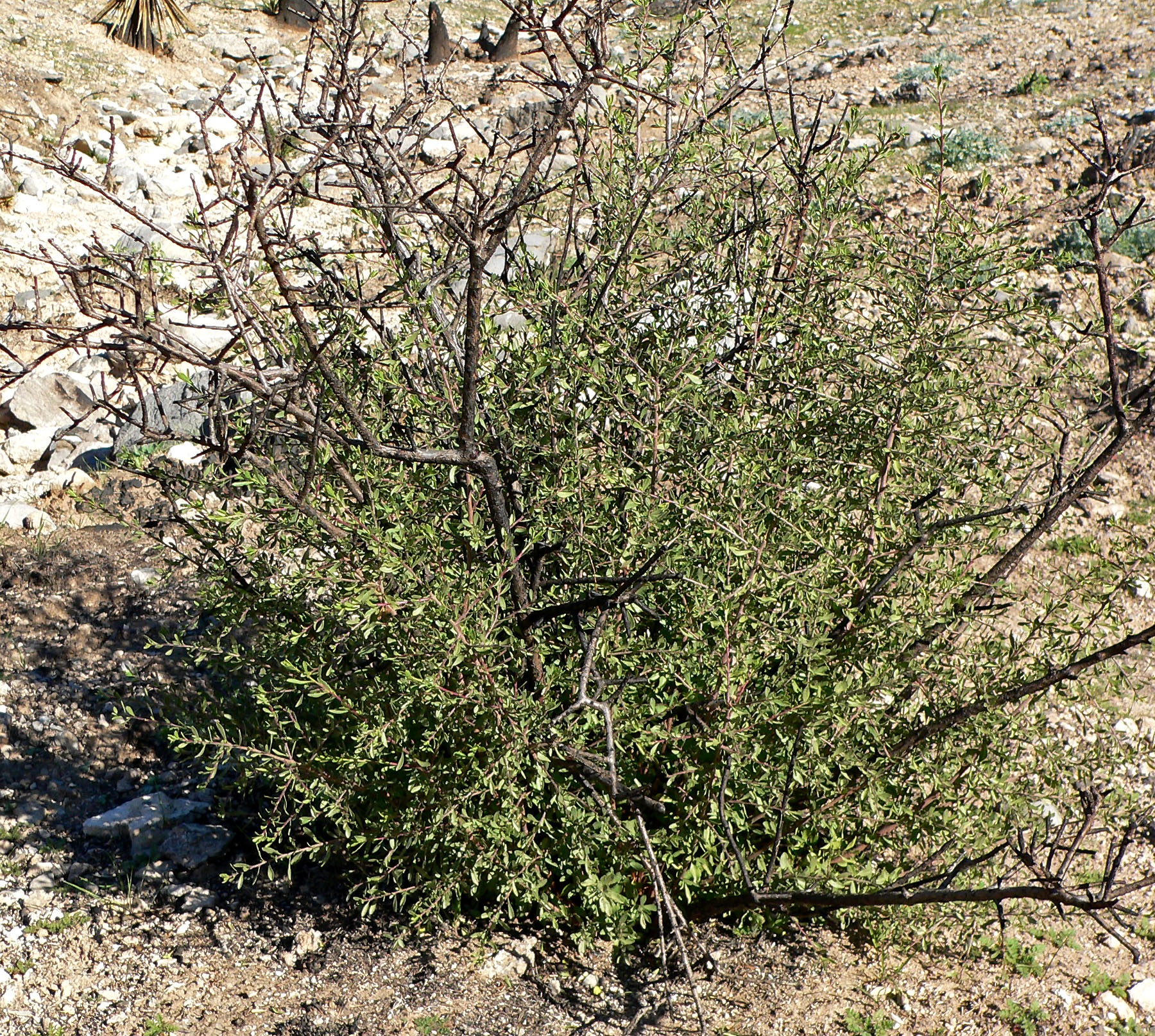
Vista de la planta.

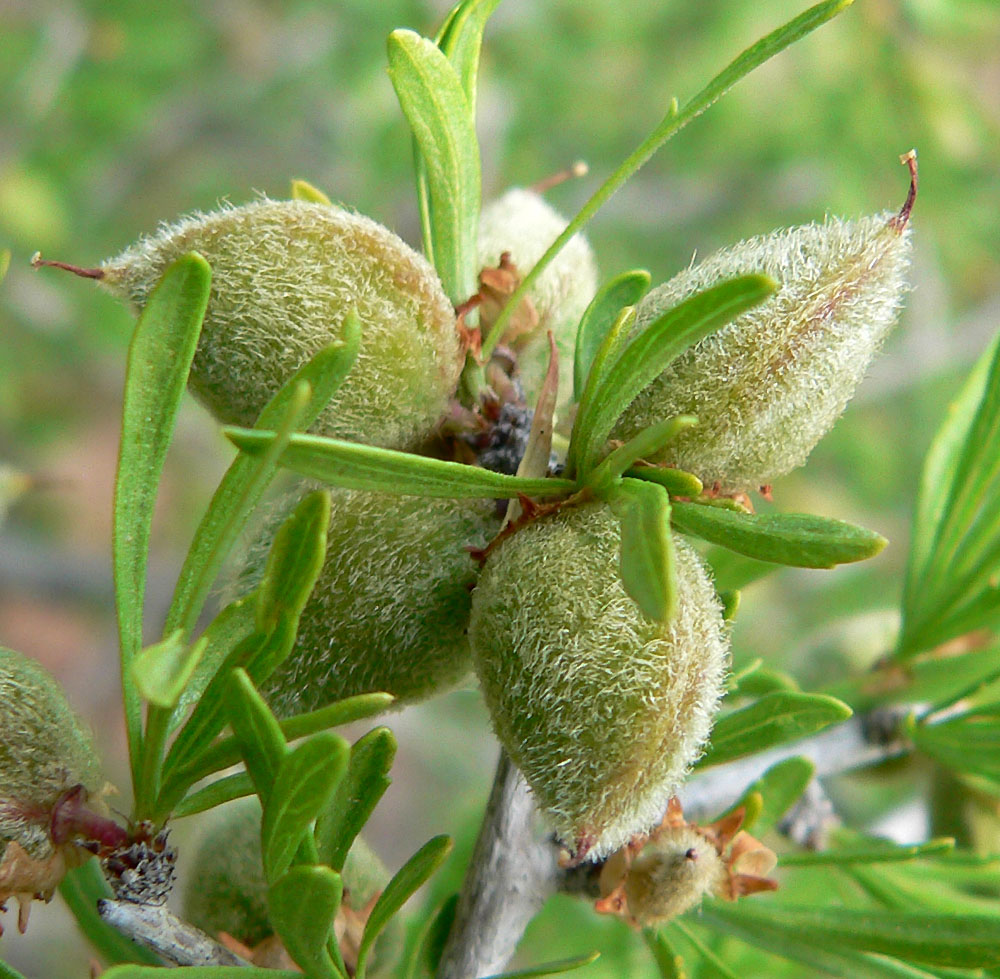
Frutos.

Las hojas tienen 5-10 mm de longitud, lanceoladas, lineares con peciolo corto. Las flores son pequeñas de 3 mm de color blanco y que crecen desde las hojas axilares. El fruto es una drupa de 1 cm de longitud, ovoide, de color marrón pálido y pubescente.

## Taxonomía
Prunus fasciculata fue descrita por Asa Gray y publicado en Proceedings of the American Academy of Arts and Sciences 10: 70, en el año 1874. Es la única especie del subgénero Emplectocladus.
Etimología
Ver: Prunus: Etimología
fasciculata: epíteto latíno que significa "en grupos"
Variedades
- Prunus fasciculata var. fasciculata
- Prunus fasciculata var. punctata Jeps.
- Prunus fasciculata subsp. punctata (Jeps.) A.E.Murray[9]

Sinonimia
- Emplectocladus fasciculatus Torr. basónimo [10]